# Schlegelfrankolin
Der Schlegelfrankolin (Campocolinus schlegelii, Syn.: Francolinus schlegelii, Peliperdix schlegelii) ist eine Vogelart aus der Familie der Fasanenartigen (Phasianidae).

## Merkmale
Die Hähne haben einen graubraunen, rotbraun gesprenkelten Scheitel, der im Nacken zu Ockergelb übergeht. Die Ohrdecken sind graubraun. Über den Augen, am Hals und an den Seiten des Kopfes ist das Gefieder ockergelb. Die Oberseite ist rotbraun mit schwacher dunkler Bänderung, die Federschäfte sind weiß. Die Unterseite ist weiß mit schwarzen Streifen und leichten kastanienbraunen Flecken an den Flanken. Der Schwanz ist rotbraun und weist schwache schwarze Streifen auf. Kinn und Kehle sind hellgelb. Der Schnabel ist schwarz mit gelber Basis. Die Beine sind gelb, an den Läufen tragen die Hähne Sporne.
Die Hennen sind den Hähnen sehr ähnlich, wenn auch etwas kleiner. Die Unterseite ist weniger regelmäßig gebändert, auf dem braunen Rücken sind weniger weiße Federschäfte zu sehen.

## Verbreitung
Der Schlegelfrankolin kommt von Kamerun ostwärts bis zum Sudan vor. Er ist aber nicht häufig und tritt im gesamten Verbreitungsgebiet nur selten und lokal begrenzt auf. Er lebt unter anderem in der nördlichen Guinea-Feuchtsavanne und ist offenbar an das Vorhandensein des Ka-Baums (Isoberlinia doka) und an hohes Bartgras (Andropogon) gebunden.

## Lebensweise
Der Schlegelfrankolin ist sehr scheu (Kulturflüchter). Sein Revierruf (ter-ink, terrrra) ist von dem des nahe verwandten Coquifrankolin nur durch seine tiefere Tonlage und die viel schnellere Tonabfolge unterscheidbar. Ein Gelege besteht aus 2–5 cremefarbenen Eiern. Außerhalb der Brutzeit trifft man ihn in Familien und gemischten Trupps zusammen mit anderen Frankolinarten an.